# Blendo Games
Blendo Games是一家位于美国加利福尼亚州卡尔弗城的独立电子游戏开发公司。公司最初由布兰登·钟（Brendon Chung）一人于2010年成立。Blendo Games凭借简约的独立游戏《严肃的骨头》获得了广泛曝光，其不久后开发的《星系舰队》和《原子僵尸粉碎机》也受到了好评。工作室还发布了多种类型的游戏。

## 背景

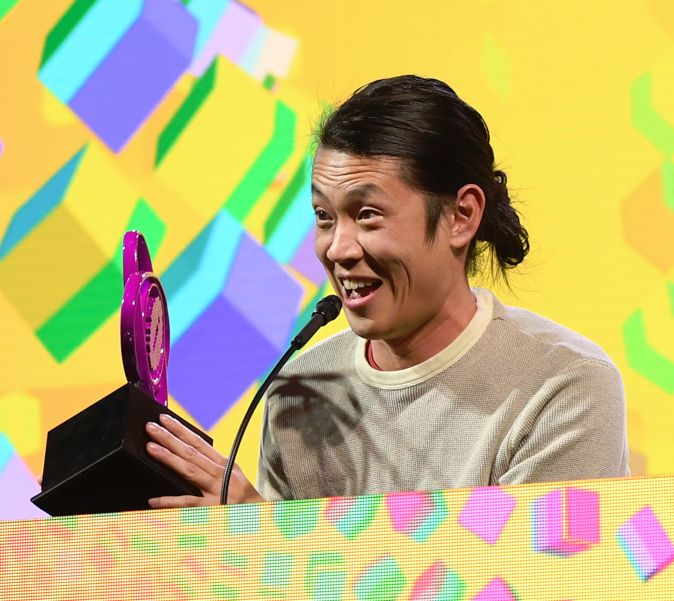
布兰登·钟在2017年游戏开发者选择奖

钟在被聘为Pandemic Studios的设计师之前，做了大约10年的业余编程工作，比如《雷神之锤II》和《半条命》等游戏的修改。当时他参与了《指环王：征服》和《全能战士十锤》的研发，尽管他还在从事个人项目，包括一个剧情性的《公民亚伯》（Citizen Abel）系列以及传统第一人称射击游戏。钟认为他的首款正式发行游戏是2008年的间谍游戏《严肃的骨头》。2009年11月，艺电关闭了Pandemic Studios，钟开始了太空战斗游戏《星系舰队》的开发，这是一款借鉴了他先前从事的一个废弃个人项目的太空战斗游戏。《星系舰队》于2010年正式发行。
同年晚些时候，Blendo Games发布了《空中堡垒》（Air Forte），这是一款寓教于乐的游戏，玩家可以根据提示驾驶飞机来学习数学、地理和词汇知识。2011年，钟发行了即时战略游戏《原子僵尸粉碎机》，并得到了广泛好评，游戏在2011年便士街机游戏博览会上亮相，同时也是第三届Humble Indie Bundles慈善活动的一部分。
《严肃的骨头》的续作《三十航班之恋》是为了支持Kickstarter的Idle Thumbs播客项目而开发，并于2012年发行。在《三十航班之恋》后，钟开始了对《四边形牛仔》为期四年的开发工作，最终游戏于2016年发行。《星系舰队2》是《星系舰队》的虚拟现实型续作，于2018年8月发行。2018年10月，Blendo Games透露一款名为《皮深》（Skin Deep）的新游戏正在开发中，不过发行日期尚未公布。

## 文化
Blendo Games至今仍是一个单人工作室，不过根据《Gamasutra》2016年的一个专题报道，钟在一间叫做Glitch City的共享办公室工作了一段时间。他还直接与几个人合作过一些项目：《三十航班之恋》的乐谱由克里斯·雷莫（Chris Remo）创作，《四边形牛仔》的设计则是钟和泰南·威尔士（Tynan Wales）的共同努力。《四边形牛仔》的Mac和Linux端口由亚伦·梅尔切（Aaron Melcher）完成，游戏封面由伊桑·李（Ethan Lee）移植到这些平台。钟还表示，他得到了朋友和家人的帮助。

## 《咖啡师》
《咖啡师》是布兰登·钟为Microsoft Windows开发的四个第一人称游戏系列，所有游戏都涉及玩家角色的觉醒。
首款游戏是对《毁灭战士II: 人间地狱》的修改。在采访中，钟说首款游戏的灵感来自《毁灭圣经》和Bungie的《马拉松 (电子游戏)》。
钟说第二款游戏是他在大学期间开发的一项独立研究项目。游戏以一个无名的宇宙飞船驾驶员为中心，以一个脱节的故事情节为特点。游戏包括一个会说话的头骨和一个身份不明的女人等角色。头骨上提到一个叫汉娜的人，但是当采访者暗示这个身份不明的女人是汉娜时，钟说“她不是汉娜。你从没见过汉娜。”
第三款游戏是《毁灭战士3》的模组。
第四款游戏是《半条命2》的模组。表示，他开发这个游戏是为了在一个更大的项目中使用id Tech 4引擎之前学习它的限制条件。

## 游戏
- 《严肃的骨头》（2009年，PC）
- 《星系舰队》（2010年，PC及Xbox Live）
- 《空中堡垒》（Air Forte）（2010年，PC及Xbox Live）
- 《原子僵尸粉碎机（英语：Atom Zombie Smasher）》（2011年，PC）
- 《三十航班之恋》（2012年，PC）
- 《四边形牛仔（英语：Quadrilateral Cowboy）》（2016年，PC）
- 《星系舰队2》（2018年，PC/HTC Vive）[27]
- 《皮肤深处》（Skin Deep）（发行时间待定，PC）[21]